# Molophilus fortidens
Molophilus fortidens är en tvåvingeart som beskrevs av Alexander 1951. Molophilus fortidens ingår i släktet Molophilus och familjen småharkrankar. Inga underarter finns listade i Catalogue of Life.